# Короєшть (комуна)
Короєшть, Короєшті (рум. Coroiești) — комуна у повіті Васлуй в Румунії. До складу комуни входять такі села (дані про населення за 2002 рік):
- Короєшть (598 осіб) — адміністративний центр комуни
- Короєштій-де-Сус (220 осіб)
- Кілієнь (296 осіб)
- Мовілень (244 особи)
- Мірень (522 особи)
- Пекуререшть (47 осіб)
- Хряска (399 осіб)

Комуна розташована на відстані 228 км на північний схід від Бухареста, 47 км на південний захід від Васлуя, 101 км на південь від Ясс, 100 км на північний захід від Галаца.

## Населення
За даними перепису населення 2002 року у комуні проживали 2326 осіб, усі — румуни. Усі жителі комуни рідною мовою назвали румунську.
Склад населення комуни за віросповіданням:
| Релігія       | Кількість осіб | Відсоток |
| ------------- | -------------- | -------- |
| православні   | 2230           | 95,9%    |
| п'ятдесятники | 80             | 3,4%     |
| адвентисти    | 12             | 0,5%     |
| бретрени      | 3              | 0,1%     |
| лютерани      | 1              | < 0,1%   |